# Evangelisch-deutsche Lehrerbildungsanstalt Werner
Die Evangelisch-deutsche Lehrerbildungsanstalt Werner, im Volksmund auch als Wernerschule oder Zentralschule bezeichnet, wurde 1844 in Sarata in Bessarabien gegründet. Sie war die erste Lehrerbildungsanstalt im russischen Zarenreich. Die Schule diente der Ausbildung der deutschen Schullehrer in Südrussland und bestand bis zur Umsiedlung der Bessarabiendeutschen 1940. Die Schule ist nach ihrem Stifter, dem deutschen Kaufmann Christian Friedrich Werner benannt.

## Vorgeschichte in Deutschland
Stifter der Schuleinrichtung ist der Kaufmann Christian Friedrich Werner, der Ende des 18. und Anfang des 19. Jahrhunderts mit seinem Geschäftsteilhaber Gottlieb Veygel ein Textilgeschäft in Giengen an der Brenz betrieb. Werner war ein gläubiger Mensch, der in seinem Haus pietistische Bibelstunden abhielt. 1819 lernte er den katholischen Priester und Vertreter der Erweckungsbewegung Ignaz Lindl kennen. Als Lindl seine Pfarrstelle verlor und mit seinen Anhänger Auswanderungspläne nach Russland hegte, unterstützte ihn Werner als wohlhabender Kaufmann. Werner organisierte die Auswanderung in den Jahren 1820 und 1821 und folgte 1823 mit Gottlieb Veygel nach. Die Auswanderer hatten inzwischen die Siedlung Sarata in Bessarabien gegründet. Wenige Monate nach seiner Ankunft starb Werner am 23. September 1823 im Alter von 63 Jahren.

## Schulgründung
Vor seinem Tod 1823 verfasste Werner ein Testament. Darin bestimmte er, dass sein Vermögen in Höhe von 25.000 Rubel in Silber

„[…] zum Wohl und Besten der Gemeinde Sarata, 
aber größtenteils zur Missionssache oder 
Ausbreitung des Reiches Christi“

verwendet werden sollte. Sein früherer Geschäftsteilhaber und Testamentsvollstrecker Gottlieb Veygel sandte das Testament an Werners Tochter Friederike Barbara Werner in Deutschland, die es anfocht. Es wurde erst zwölf Jahre nach dem Tod Werners 1835 für rechtskräftig erklärt.
Danach gab es zwischen dem Testamentsvollstrecker Gottlieb Veygel, der inzwischen Bürgermeister in Sarata war, und der russischen Regierung lange Diskussionen um die Ausrichtung der zu gründenden Schule. Veygel wollte im Sinne des Stifters eine christlich orientierte Schule, die Lehrer für die deutschen Kirchenschulen ausbildet. Die Regierung bestand auf
einer wissenschaftlich praktischen Einrichtung, die Naturwissenschaften vermittelt und den deutschen Siedlern die russische Sprache näher bringt.
Die gesamte Zeit zwischen dem Tod des Stifters Werner Tod und dem Baubeginn war das Kapital von der russischen Regierung gesichert worden. Sie untersagte die Einrichtung einer Missionsanstalt, da die orthodoxe Staatskirche keine Missionierung zuließ. Stattdessen schlug die Regierung vor, von dem Geld eine deutsche Lehrerausbildungsstätte für die deutschen Siedlungen in Südrussland einzurichten.
1844 wurde für 3100 Rubel das erste Schulgebäude errichtet. Es bestand aus einem Unterrichtsraum und einem Schlafsaal für zehn Schüler sowie aus Wohnungen für zwei Lehrer. Eingeweiht wurde die Schule am 25. Juni 1844 zum Geburtstag von Zar Nikolaus I.

## Schulbetrieb und Schulgebäude
Anfangs nahm die Schule bevorzugt männliche Waisen auf, die dort vier Jahre lang einen kostenfreien und internatsähnlichen Schulaufenthalt hatten. Sie diente als weitergehende und höhere Schule nach der Volksschule. Die Schulabsolventen und ausgebildeten Lehrer waren verpflichtet, 10 Jahre zu geringem Lohn als Lehrer zu arbeiten. Die Unterhaltung der Schule wurde nur aus den Zinsen des Stiftungsvermögens bestritten. Bei der anfangs kostenfreien Schule wurde 1887 Schulgeld eingeführt, da der Unterhalt nicht mehr zu bestreiten war.
Als 1868 die Schule zur Centralschule erklärt, deren Einzugsbereich auf deutsche Siedlungen im gesamten südrussischen Gebiet erstreckte. Damit reichten die Räumlichkeiten für 4 Jahrgänge nicht mehr aus. 1879 wurde für 11.000 Rubel ein neues Schulgebäude mit 3 Klassenzimmern, Lehrerzimmer, Bücherei, Saal und einem großen Flur für die Schulpausen bei schlechtem Wetter gebaut. Das erste alte Schulgebäude von 1844 wurde 1889 abgerissen. An seiner Stelle wurde für 13.00 Rubel ein Wohngebäude für Lehrer errichtet. Weitere Bauerweiterungen kam 1904 und 1914 hinzu.
1880 betrug das Stiftungsvermögen 77.000 Goldrubel. Durch die politischen Veränderungen in Bessarabien 1918 mit der Ablösung von Russland und dem Anschluss an Rumänien ging das gesamte Stiftungsvermögen verloren. Der russische Staat behielt das Geld zunächst ein und zahlte es später dem rumänischen Staat aus, der es einbehielt. 1917 wurden erstmals Mädchen in die Schule aufgenommen.
1939 entstand ein aus Spenden finanziertes drittes Schulgebäude. Im Jahr der Umsiedlung der Bessarabiendeutschen 1940 hatte die Schule 10 Klassen mit 200 Schülern. Die Schule wurde mit der Umsiedlung aufgegeben, da sich ihr nahezu alle deutschstämmigen Bewohner anschlossen.
2001 wurde die Schule abgetragen und ihre Baumaterialien wurden zum Bau anderer Gebäude verwendet. Es gab eine öffentliche Bewegung gegen den Abriss, was im Ergebnis zum Erhalt der Gebäudefassade führte. Sie wurde im Laufe der Zeit baufällig, so dass ein Wiederaufbau nicht möglich ist.

## Schulaufbau
In den ersten 35 Jahren hatte die Schule nur eine Jahrgangsklasse. Neuaufnahmen erfolgten nur alle 4 Jahre. Mit der Bauerweiterung von 1879 kam eine zweite Klasse hinzu, so dass Neuaufnahmen alle 2 Jahre vorgenommen werden konnten. 1904 wurde die Schule vierklassig und jedes Jahr konnten neue Schüler aufgenommen werden.
Durch einen pädagogischen Kurs mit zwei Klassen hatte die Schule 1910 einen zweistufigen Aufbau. Mit der Einrichtung von zwei Klassen als Übungsschule für Lehrer 1936 war die Wernerschule dreistufig.
Der Schulaufbau 1936 bestand aus:
- Volksschule
- 4 Klassen Unterbau als Gymnasium
- 4 Klassen Überbau als Lehrerseminar
- 2 Klassen Lehrer-Übungsschule

### Schulbedeutung
Die  Evangelisch-deutsche Lehrerbildungsanstalt Werner wurde während ihres 96-jährigen Bestehens von rund 2.200 Schülern, darunter rund 200 Mädchen, besucht. Die Absolventen wurden Schullehrer, Küsterlehrer, Dorfschreiber oder erlangten die Voraussetzung zur Aufnahme eines Studiums. Die Schule hob durch ihre gut ausgebildete Lehrerschaft das schulische Niveau der bessarabiendeutschen Schulkinder. Auch bildete sie eine Lehrerschaft heran, die Teil der geistigen Autorität innerhalb der bäuerlichen Gesellschaft der Bessarabiendeutschen war.

## Bekannte Schüler
- Karl Rüb
- Immanuel Baumann
- Daniel Haase
- Hugo Schreiber

## Schulleiter
- 1844–1847 Bürgermeister Gottlieb Veygel
- 1847–1852 Oberschulz Knauer
- 1852 1875 Pastor Georg Behning
- 1875–1880 Pastor Ludwig Katterfeld
- 1882–1889 Pastor Alfons Meyer
- 1889–1907 Emiljan Bodnikewitsch
- 1907–1909 Wilhelm Mutschall
- 1909–1937 Albert Mauch
- 1937–1940 Otto Matt